# Libeň (Měník)
Libeň (německy Lieben) je malá vesnice, část obce Měník v okrese Hradec Králové. Nachází se asi 2 km na severovýchod od Měníka. V roce 2009 zde bylo evidováno 12 adres. V roce 2001 zde trvale žilo 18 obyvatel, v roce 2013 je to 20 obyvatel.
Libeň leží v katastrálním území Měník u Nového Bydžova o výměře 5,35 km2.. Kdysi zde stála tvrz (jediný známý držitel Mikeš Pertold z Libně se připomíná v letech 1452 – 1461, viz Mapy.cz). Ovšem zřejmě nestála uprostřed současného rybníka, je příliš malý, ale dále v lese. Zástavba vsi je od roku 2004 chráněna v rámci vesnické památkové zóny.